# Михайловка (Кропивницкий район)
Миха́йловка (укр. Михайлівка) — село в Александровской поселковой общине Кропивницкого района Кировоградской области Украины.
До 2020 года входило в Александровский район
Население по переписи 2001 года составляло 2134 человека. Телефонный код — 5242. Код КОАТУУ — 3520584501.